# Gérard Blanchard (graphiste)
Pour les articles homonymes, voir Gérard Blanchard (homonymie) et Blanchard.
 (décembre 2018).
Si vous disposez d'ouvrages ou d'articles de référence ou si vous connaissez des sites web de qualité traitant du thème abordé ici, merci de compléter l'article en donnant les références utiles à sa vérifiabilité et en les liant à la section « Notes et références ».
Gérard Blanchard né le 2 mars 1927 à Chazelles-sur-Lyon et mort le 26 août 1998 à Paris 13e est un graveur, un typographe et un universitaire français.
Son essai consacré à la bande dessinée en 1969 a eu un grand retentissement.

## Biographie
En 1949, Gérard Blanchard publie un recueil de gravures sur bois illustrant Les repues franches de François Villon.
En 1954, il publie les Nuits de feu, de Blaise Pascal, qui lui valent de recevoir le prix Blumenthal[réf. souhaitée].
En 1980, il soutient à l'École pratique des hautes études la première thèse consacrée à la communication graphique[réf. nécessaire] (Pour une sémiologie de la typographie), devant un jury composé de Roland Barthes, Gérard Genette, Michel Décaudin et Christian Metz.
Introducteur du graphisme à l'université Sorbonne Nouvelle - Paris 3, il est aussi le fondateur du département de communication visuelle à l'École des beaux-arts de Besançon dont il est le premier directeur et où il enseigne une huitaine d'années.
Très impliqué dans le milieu du graphisme comme conférencier, essayiste, enseignant, praticien, il a aussi été un des animateurs principaux des Rencontres internationales de Lure qui réunissent chaque année au mois d'août graphistes, typographes, éditeurs et de nombreux autres professionnels des arts graphiques dans le village de Lurs.
Son essai consacré à la bande dessinée en 1969 a eu un retentissement important puisqu'il s'agit du premier ouvrage sur le sujet qui s'affranchisse réellement de la nostalgie du collectionneur et qui place la bande dessinée dans une perspective historique.
Ses archives sont conservés à l'Institut mémoires de l'édition contemporaine.

## Titre honorifique
Docteur honoris causa de l'Université Laval de Québec au Canada[réf. souhaitée].

## Ouvrages
- La Bande dessinée, histoire des images de la préhistoire à nos jours (réédition augmentée en 1974), éd. Marabout, coll. « Université », 1969.
- Pour une sémiologie de la typographie, éd. Andenne, 1979.
- Aide au choix de la typographie. Cours supérieur, Atelier Perrousseaux, 1998.
- La Typographie selon Mallarmé ou Les incertitudes d'un choix, Cahiers de Lure, 1999.
- Le Prisonnier de la Dive (roman), éd. Studio graph, 2004.